# 挙哀
挙哀（こあい）とは、死者を弔うために泣き声をあげる礼の一つ。発哀・発哭・奉哀・慟哭などとも記される。
中国では皇帝が重臣の死の際に弔問を行って他の弔問客と同様に慟哭する慣例があったが、皇帝の権威上昇によって臣下の家に弔問することが限定的になったために、弔問と博贈（香典を贈る）及び挙哀がそれぞれ別々の儀式となったとされる。記録では後漢の明帝が領国で死去した異母兄の劉彊のために挙哀を行ったのが最古である。その後、魏晋南北朝時代を通じて制度として定着し、隋になると輟朝（廃朝）と一緒に行われるようになった。だが、唐の後期になるともっぱら廃朝だけが行われるようになったが、宋になると皇帝の挙哀が復活した。
日本には中国からわたってきた礼と考えられ、『日本書紀』の中で、仁徳天皇が菟道稚郎子の死に対して行ったとされている。その後も主に皇族や高官の葬儀などにおいて行われていた。例えば天武天皇に死に対しては、約2年間にわたって皇太子から庶民にいたるまで挙哀を行った。具体的にどのように行われるのかは定められていなかったが、平安時代になってから服装・場所・様式などが定められた。ただし、遺詔などによって行われないこともあり、ついに宇多天皇の死以降は途絶えた。